# Словник Берестейщини
«Словник Берестейщини» — двотомна енциклопедія українського дослідника Володимира Леонюка, присвячена українському краю Берестейщині, її історії, етнографії, географії, культурі та особистостям, які розглядаються в рамках загальноукраїнської історії та культури.
Серед іншого словник містить дані з краєзнавства, статті про мікроетноніми та український національний рух на теренах Берестейщини. «Словник Берестейщини» — перший енциклопедичний довідник про Берестейщину.

## Історія
Книга є головною роботою всього життя українського краєзнавця та громадського діяча Володимира Леонюка. Перший «Словник Берестейщини» вийшов у 1996 році у Львові за фінансової підтримки української діаспори у США, уродженців Полісся, та за сприяння Українського громадсько-культурного об'єднання Берестейської області. Тираж становив близько 1000 примірників У першій книзі висловлена подяка Андрієві Андрійчуку та Миколі Базилюку за фінансову допомогу видання словника, а також Миколі Козловському за допомогу публікації книги. Крім того, висловлене вшанування Дмитра Шейна. Декілька десятків копій словника автор передав у Берестейську обласну та районні бібліотеки Берестейської області.
Перше видання було заборонене владою Білорусі як «націоналістичне» з посиланням на статтю 14 розділу 6 «Закону про культуру в Білоруській РСР», у якій йдеться про заборону матеріалів, які можуть видаватися білоруським суддям пропагандою війни, насильства, розпаленням міжнаціональної ворожнечі тощо. 15 липня 1998 року Державний комітет у справах релігій і національностей Республіки Білорусь ухвалив рішення про вилучення словника з бібліотек. Відтак унаслідок заборони книга була вилучена з бібліотек на території Білорусі.
Другий «Словник Берестейщини» вийшов у 2010 році й містив нові матеріали про Берестейщину. Другий том автор присвятив Миколі Козловському, Антонові Цвиду та Володимирові Мурашкевичу й висловив вдячність за допомогу у виданні Левкові Горохівському.

## Відгуки
Роботу високо оцінив у своєму огляді український літературознавець Микола Жулинський. Український історик Степан Макарчук похвалив книгу за її об'єктивність. На думку ж А. Комської, словник є політично тенденційним і занадто емоційним, проте містить багато інформації про маловідомі факти та українських діячів на Берестейщині. Оглядачка похвалила структуру роботи та наявність посилань на рідкісні джерела, проте заявила, що «до змісту статей можна пред'явити серйозні претензії». На закиди в упередженості книги українська письменниця в Білорусі Наталка Бабіна заявила, що робота є «точною та об'єктивною». Олексій Ясь, науковий співробітник Інституту історії НАНУ, у своїй рецензії словника вважає його занадто регіональним, з надлишком другорядної інформації, значною кількістю довільностей у виборі «проблемно-тематичних ліній» та наявністю у передмові значних рис публіцистичного стилю.

## Видання
- Леонюк В. Словник Берестейщини. — Львів : Видавнича фірма «Афіша», 1996. — Т. 1. — 360 с. — ISBN 966-95063-0-1.
- Леонюк В. Словник Берестейщини. — Львів : Видавнича фірма «Афіша», 2010. — Т. 2. — 248 с. — ISBN 978-966-325-135-6.